# 1198
| [ Edytuj tabelę ]                 |                                                           |
| Książę Małopolski                 | - 1194 Leszek Biały 1198 - 1198 Mieszko III Stary 1202    |
| Książę Wielkopolski               | - 1182 Mieszko III Stary 1202                             |
| Król Angkoru                      | - 1181 Dżajawarman VII 1218                               |
| Król Anglii                       | - 1189 Ryszard I Lwie Serce 1199                          |
| Król Aragonii i hrabia Barcelony  | - 1196 Piotr II Katolicki 1213                            |
| Książę Bawarii                    | - 1183 Ludwik I 1231                                      |
| Margrabia Brandenburgii           | - 1184 Otto II 1205                                       |
| Książę Burgundii                  | - 1192 Eudes III 1218                                     |
| Cesarz Bizancjum                  | - 1195 Aleksy III Angelos 1203                            |
| Car Bułgarii                      | - 1197 Kałojan 1207                                       |
| Cesarz Chin                       | - 1194 Song Ningzong 1224                                 |
| Władca Cypru                      | - 1194 Amalryk II 1205                                    |
| Książę Czech                      | - 1197 Przemysł Ottokar I 1198                            |
| Król Czech                        | - 1198 Przemysł Ottokar I 1230                            |
| Król Danii                        | - 1182 Kanut VI 1202                                      |
| Władca Egiptu                     | - 1193 Al-Aziz Usman 1198 - 1198 Al-Mansur Muhammad 1199  |
| Cesarz Etiopii                    | - 1189 Gebre Meskel 1229                                  |
| Król Francji                      | - 1180 Filip II August 1223                               |
| Król Gruzji                       | - 1184 Tamara 1213                                        |
| Hrabia Holandii                   | - 1190 Dirk VII 1203                                      |
| Cesarz Japonii                    | - 1183 Go-Toba 1198 - 1198 Tsuchimikado 1210              |
| Kalif                             | - 1180 An-Nasir 1225                                      |
| Król Kastylii                     | - 1158 Alfons VIII Szlachetny 1214                        |
| Patriarcha Konstantynopola        | - 1191 Jerzy II Ksyfilin 1198 - 1198 Jan X Kamateros 1206 |
| Władca Korei                      | - 1197 Sinjong 1204                                       |
| Król Leónu                        | - 1188 Alfons IX 1230                                     |
| Kalif Maroka                      | - 1184 Jakub al-Mansur 1199                               |
| Król Nawarry                      | - 1194 Sanczo VII 1234                                    |
| Król Norwegii                     | - 1177 Sverre Sigurdsson 1202                             |
| Hrabia Palatynatu                 | - 1195 Henryk V z Welf 1211                               |
| Papież                            | - 1191 Celestyn III 1198 - 1198 Innocenty III 1216        |
| Król Portugalii                   | - 1185 Sancho I 1211                                      |
| Sułtan Rumu                       | - 1196 Sulajman II 1204                                   |
| Książę Rusi halickiej             | - 1189 Włodzimierz II 1199                                |
| Książę Saksonii                   | - 1180 Bernard III 1212                                   |
| Król Szkocji                      | - 1165 Wilhelm I 1214                                     |
| Król Szwecji                      | - 1196 Swerker II Młodszy 1208                            |
| Doża Wenecji                      | - 1192 Enrico Dandolo 1205                                |
| Król Węgier                       | - 1196 Emeryk 1204                                        |
| Wielki mistrz zakonu krzyżackiego | - 1198 Heinrich Walpot von Bassenheim 1200                |

Rok 1198 / MCXCVIII
stulecia: XI wiek ~
XII wiek ~
XIII wiek

lata: 1188 «
1193 «
1194 «
1195 «
1196 «
1197 «
1198
» 1199
» 1200
» 1201
» 1202
» 1203
» 1208

## Wydarzenia w Polsce
Pierwsze wzmianki o:
- Lublinie,
- Tczewie,
- Starogardzie Gdańskim.
- Świeciu,
- Samogoszczy.

## Wydarzenia na świecie
- 8 stycznia – Innocenty III został wybrany papieżem.
- 18 lutego – Tsuchimikado został cesarzem Japonii.
- 8 marca – Filip Szwabski został wybrany w Moguncji na króla Niemiec.

- Zakon krzyżacki przekształcony został na zakon rycerski.
- W Niemczech doszło do podwójnej elekcji - Filip, książę Szwabii ze strony Sztaufów i Otton IV[1].

## Urodzili się
- 24 sierpnia – Aleksander II, król Szkocji (zm. 1249)

## Zmarli
- 10 grudnia – Awerroes (arab. أبو الوليد محمد بن احمد بن محمد بن احمد بن احمد بن رشد), filozof, teolog, lekarz, prawnik, polityk i matematyk arabski (ur. 1126)